# جنبش حفاظت

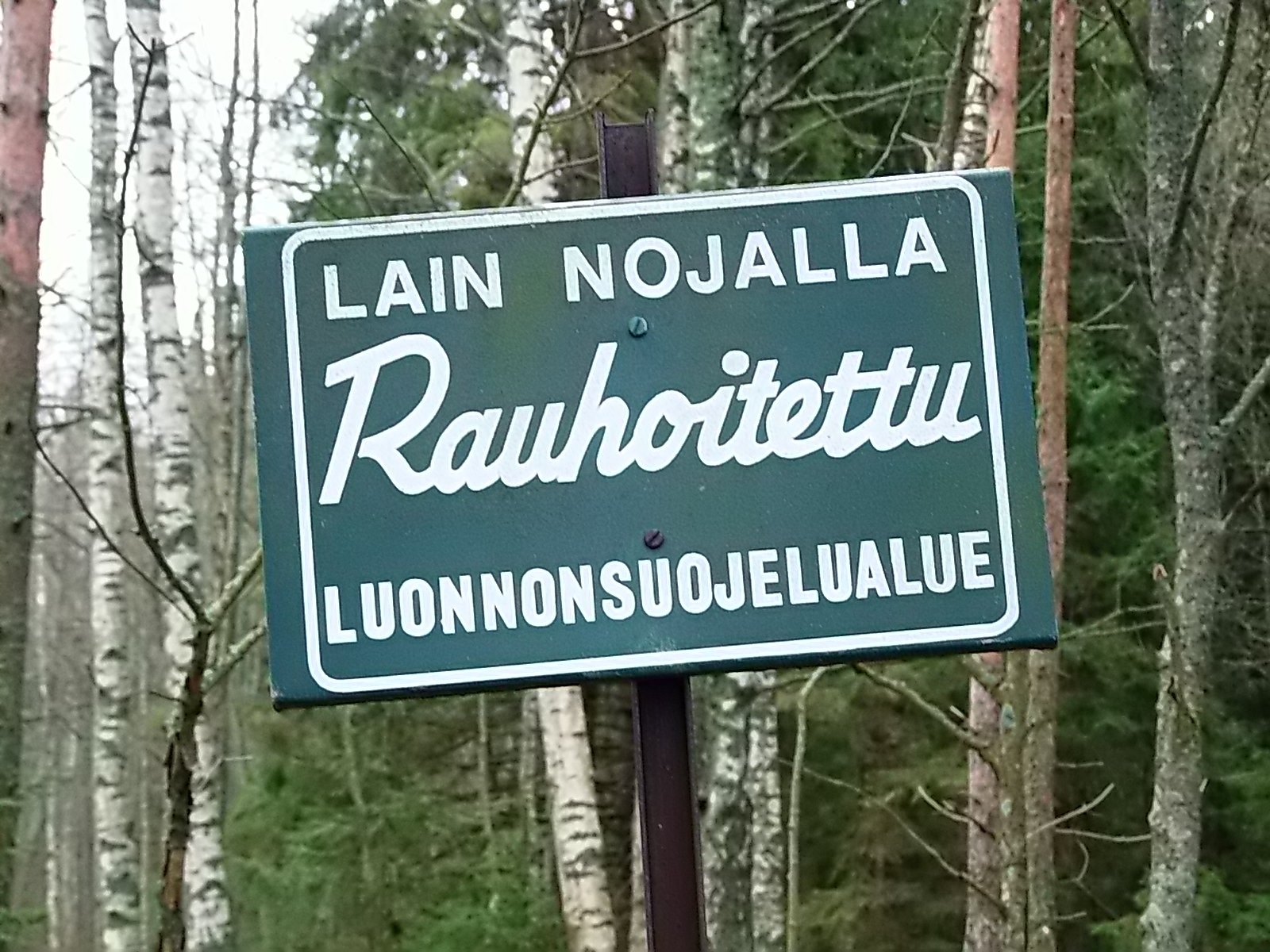
تابلوی منطقه حفاظت شده در جنگل فنلاند. می‌گوید: «منطقه حفاظت‌شده توسط قانون»

جنبش حفاظت (به انگلیسی: Conservation movement) که به عنوان حفاظت طبیعت (Nature conservation) نیز شناخته می‌شود، یک جنبش سیاسی، زیست‌محیطی و اجتماعی است که به دنبال مدیریت و حفاظت از منابع طبیعی از جمله گونه‌های جانوری، قارچی و گیاهی و همچنین زیستگاه آنها برای آینده است. حافظان محیط زیست نگران این هستند که محیط را در وضعیتی بهتر از وضعیتی که در آن یافتند قرار دهند. حفاظت مبتنی بر شواهد به دنبال استفاده از شواهد علمی با کیفیت بالا برای مؤثرتر کردن تلاش‌های حفاظتی است.